# مسجد مصطفی کازدال
مسجد مصطفی کازدال (به لاتین: Mustafa Kazdal Məscidi) یک مسجد است که در شهر قوسار در جمهوری آذربایجان واقع شده است.